# Oxyopes ocelot
Oxyopes ocelot är en spindelart som beskrevs av Brady 1975. Oxyopes ocelot ingår i släktet Oxyopes och familjen lospindlar. Inga underarter finns listade i Catalogue of Life.